# 洪堡山 (加利福尼亞州)
洪堡山（英語：Humboldt Hill）是位於美國加利福尼亞州洪堡縣的一個人口普查指定地區。

## 地理
洪堡山的座標為40°43′33″N 124°11′23″W / 40.72583°N 124.18972°W，而該地最高點為海拔高度59米（即194英尺）。

## 人口
根據2010年美國人口普查的數據，洪堡山的面積為10.795平方千米，當中陸地面積為10.756平方千米，而水域面積為0.039平方千米。當地共有人口3414人，而人口密度為每平方千米316人。